# Mini
Mini — марка малолитражных автомобилей, разработанная в Великобритании компанией British Motor Corporation в 1958 году и выпускавшаяся различными автомобильными объединениями и холдингами до 2000 года. В 1994 году в составе Rover Group продана концерну BMW. По проведённому в 1996—1999 годах опросу 126 экспертов со всего мира с целью выявления «автомобиля XX века» Мини занял 2 место, уступив лидерство только Ford Model T.

## История

### Создание автомобиля
В 1952 году директор Austin Motor Company Леонард Лорд произвёл давно планировавшееся слияние с компанией Morris Motors, которой он руководил в начале 1930-х годов. В результате была образована новая компания — British Motor Corporation. Произошедший в 1956—1957 годах Суэцкий кризис продемонстрировал реальность перебоев поставки нефти. На некоторое время продажа бензина для потребителей в Великобритании была нормирована. Перед инженерами многих стран встал вопрос о необходимости разработки сверхэкономичного автомобиля. В 1956 году Леонард Лорд в руководимой им корпорации создал рабочую группу из 8 человек (2 конструктора, 2 студента инженерных специальностей и 4 чертёжника), возглавил которую инженер и дизайнер Алек Иссигонис. Перед командой проекта, названного ADO-15 (англ. Amalgamated Drawing Office project number 15; Объединённое конструкторское бюро проекта № 15), была поставлена чёткая задача — создать автомобиль настолько миниатюрным, насколько это возможно. Были заданы параметры внешних габаритов: 3×1,2×1,2 м. Второй целью было расположить в нём 4 взрослых людей и их багаж. Наиболее важным в решении этих задач стала идея поперечной компоновки четырёхцилиндрового рядного двигателя с водяным охлаждением и размещения под ним коробки передач, интегрированной с масляным картером. В результате этого салон стал занимать не менее 80 % от площади проекции автомобиля.

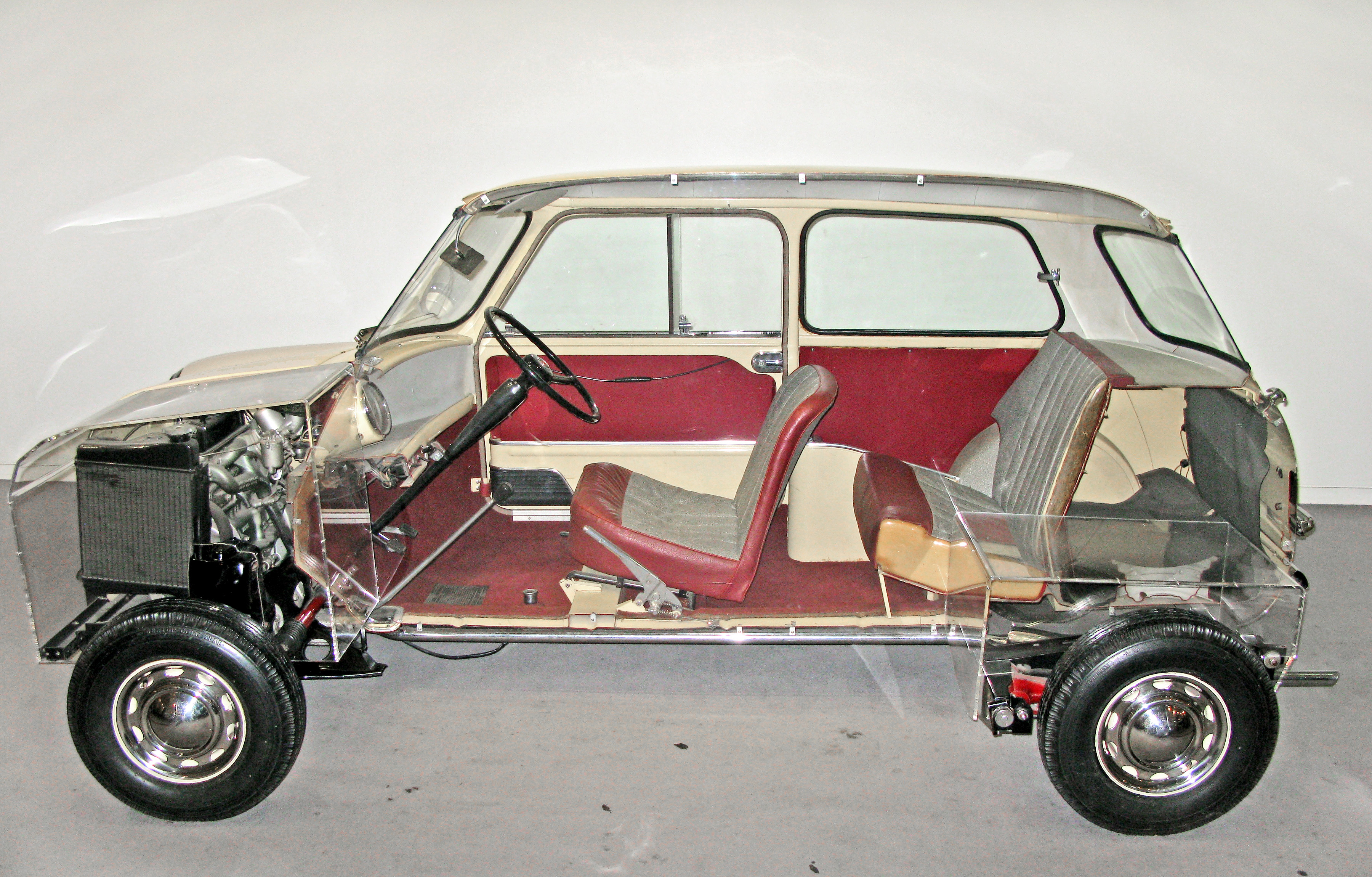
Компоновка «Мини»

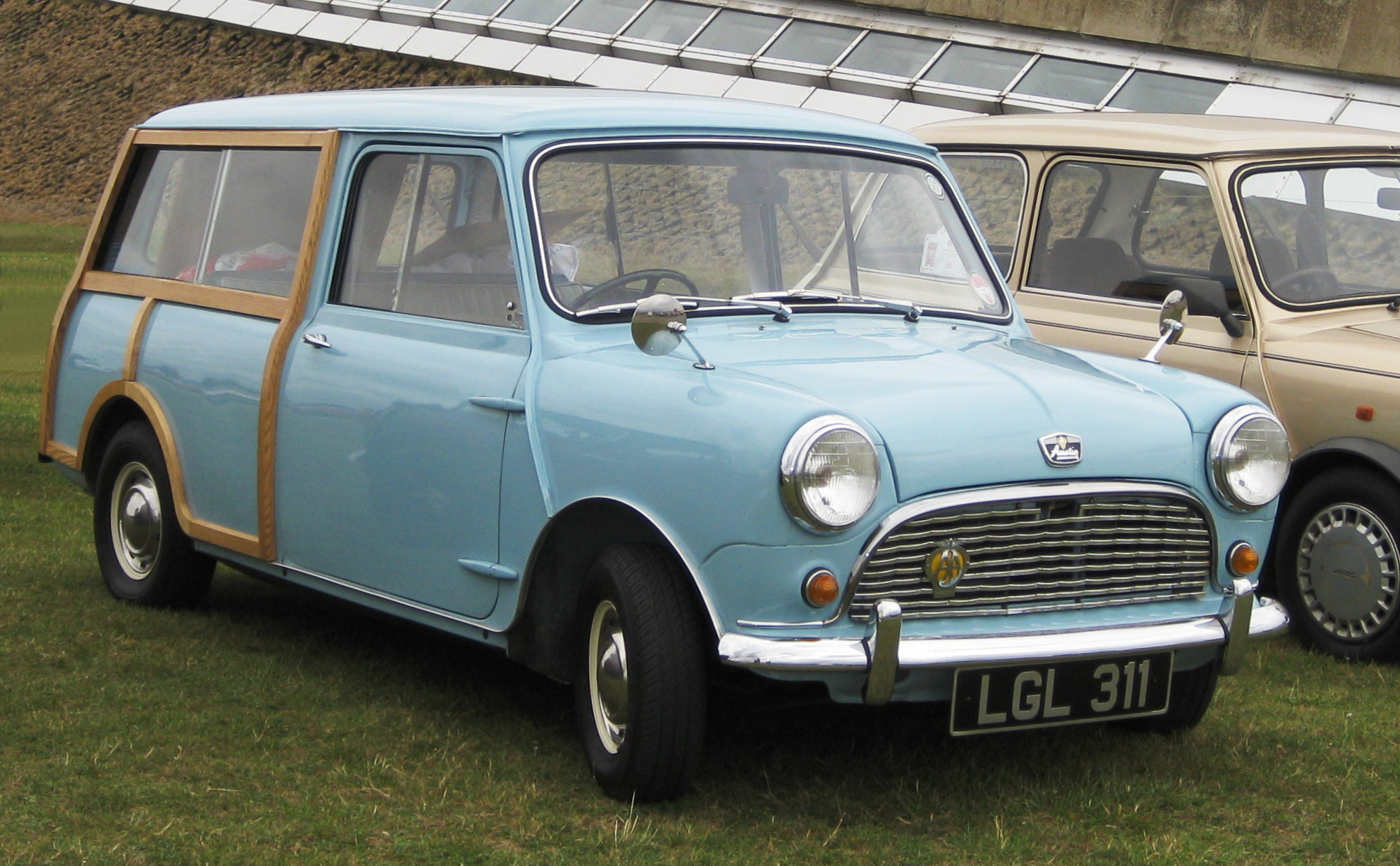
Austin Seven Countryman (кузов универсал)

Первый прототип, названный за его цвет «The Orange Box», был готов к 1957 году, но испытания и доработки заняли ещё почти два года. Первые автомобили были запущены в производство в мае 1959 года, но до августа в продажу они не поступали для создания необходимых запасов в дилерских центрах. На создание совершенно нового автомобиля от идеи до серийного производства ушло 2 года 5 месяцев.
Дизайн автомобиля отражал предпочтения своего конструктора: поскольку Алек Иссигонис не пользовался ремнём безопасности и радиоприёмником, автомобиль не имел этих атрибутов, но, будучи заядлым курильщиком, конструктор нашёл в салоне место для пепельницы. Двери первых моделей Mini имели сдвижные окна, поэтому в незанятой полости нижней половины двери разместили карман. Его размеры были рассчитаны конструкторами таким образом, чтобы туда убиралась классическая английская «зелёная» бутылка джина Gordon’s.
17 июня 1959 года председатель BMC Леонард Лорд впервые публично раскрыл некоторые подробности предстоящей автомобильной премьеры. Он заявил, что новые автомобили прошли самые разнообразные испытания и готовы к выпуску. Корпорацией подготовлены новые производственные площади и оборудование с использованием самых современных технологий. Объём инвестиций превысил 10 миллионов фунтов стерлингов. При этом Лорд подчеркнул, что достаточно популярные предыдущие модели Austin A40 и Morris Minor останутся в производстве.
Официальное начало продаж состоялось 26 августа 1959 года. К этому дню уже было собрано несколько тысяч автомобилей, 2000 отправлено на экспорт — продажи стартовали одновременно почти в 100 странах мира. Автомобили собирались на двух заводах: в Коули (Оксфорд) под названием Morris Mini Minor и в Лонгбридже (Бирмингем) под названием Austin Seven. Последнее название (в буквальном графическом изображении Austin Se7en с некоторым поворотом цифры по часовой стрелке, что позволяло воспринимать её и как «7» и как «v») было использовано «в память» о чрезвычайно популярной малолитражке 1930-х годов Austin 7. За рубежом автомобили продавались под названиями Austin 850 и Morris 850 (от округлённого показателя рабочего объёма двигателя в см³).
К концу 1959 года было выпущено почти 20000 автомобилей. Первый опыт эксплуатации выявил ряд недостатков автомобиля. Главный из них — практически полное отсутствие гидроизоляции, в сильный дождь коврики салона намокали моментально, при напольном расположении стартера это было большой проблемой. Недоработки были оперативно устранены и практически не повлияли на продажи автомобилей. В 1960 году выпускалось уже 3000 машин еженедельно. В сентябре была предложена модификация с кузовом универсал Morris Mini Traveller и Austin Seven Countryman.

### Mini Metro

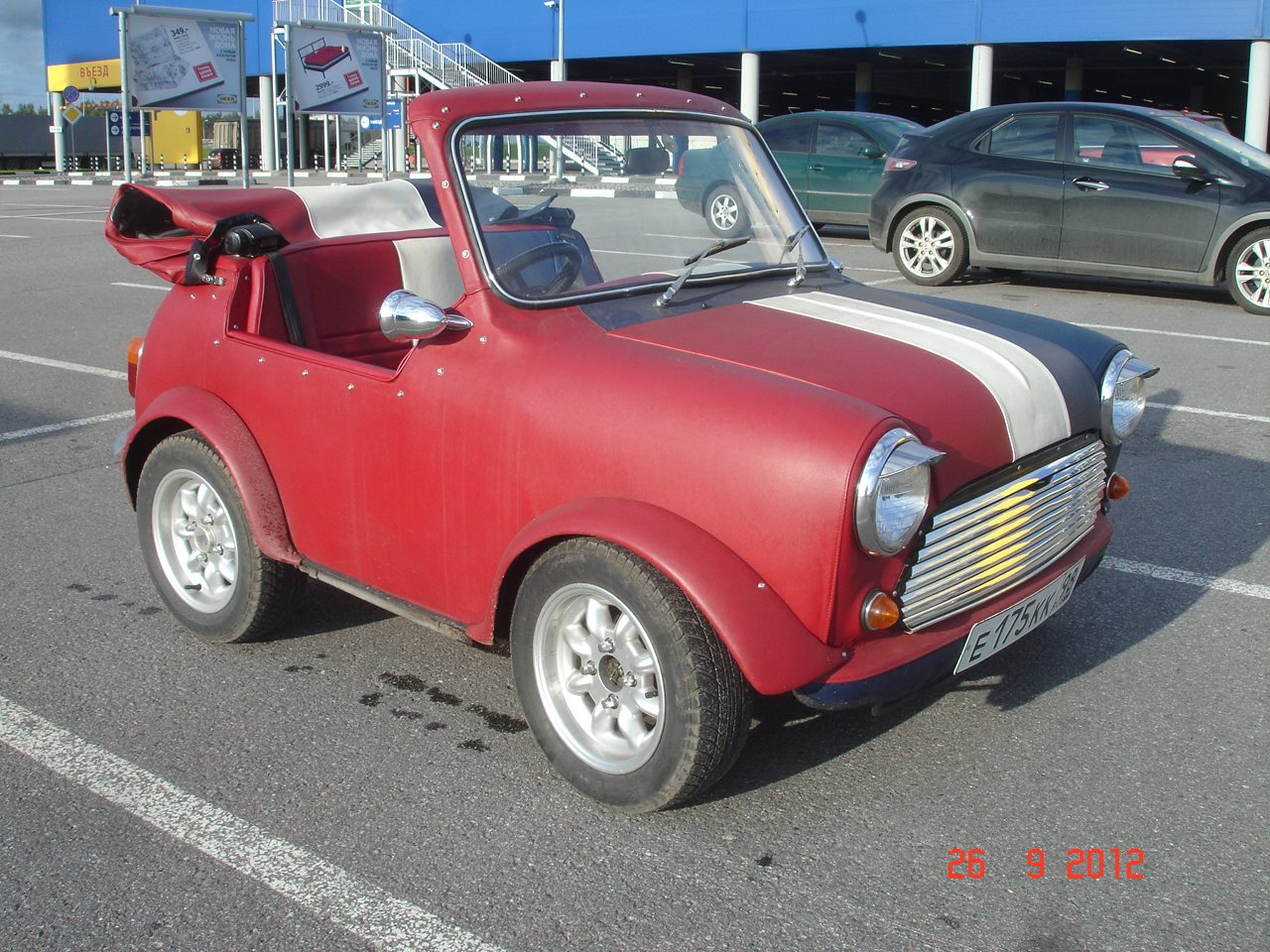
Austin Mini Metro в Санкт-Петербурге

Austin Mini Metro — это короткобазная версия автомобиля Mini, выпускавшаяся под брендами Austin и Rover. Ещё одно название этой модели — Mini Shortie («Коротыш»). Mini Metro появились в конце 60х годов на волне популярности обычных Mini. Инженеры решили создать на его базе «funcar», то есть несерьезный автомобиль для рекламных и развлекательных целей.
Mini Shortie имеют укороченную колесную базу (даже меньше, чем у современных автомобилей Smart Fortwo) и двухместный салон. Вся линейка двигателей от обычных Mini устанавливалась и на укороченную версию. Самый мощный, объёмом 1,4 литра, мог разогнать кроху до 140 км/ч.
В основном Austin Mini Metro выпускались в кузове кабриолет со съемным верхом, но несколько машин в кузове купе с жёсткой крышей также увидели свет. У кабриолетов не было дверей, кузов был типа монокок, в который приходилось запрыгивать через борт автомобиля.
С 1967 по 1991 год было построено около 200 таких автомобилей.

### Mini Cooper

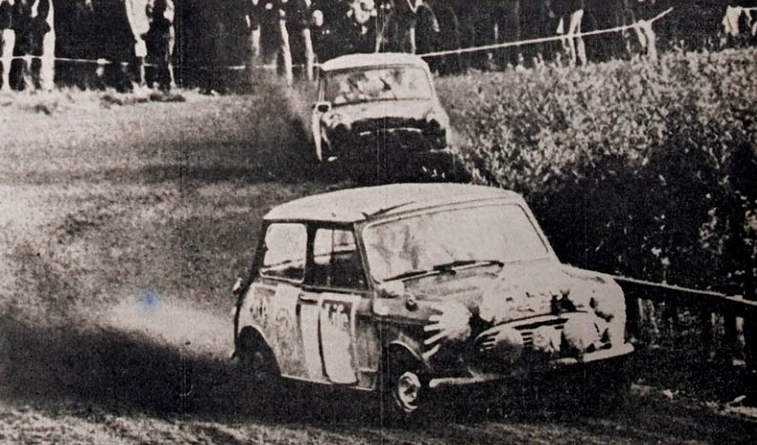
Mini Cooper 1965 года на раллийной трассе

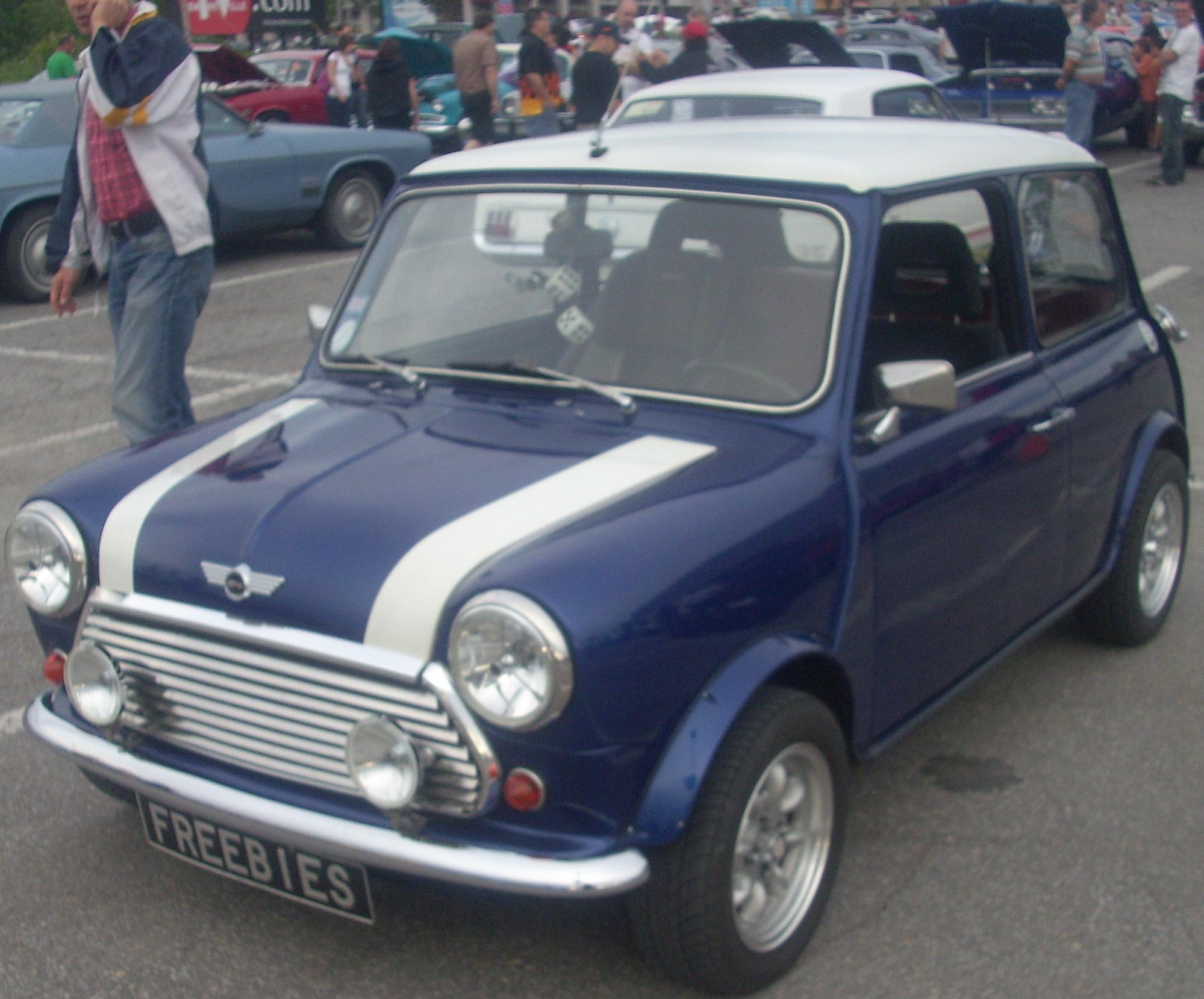
Mini Cooper с характерной комбинированной окраской кузова

В 1961 году — конструктор команды Купер Формулы-1, был настолько восхищён надёжностью и управляемостью небольшого автомобиля, что решил снабдить его более мощным двигателем, дисковыми тормозами и контрастной двухцветной окраской, ставшей впоследствии визитной карточкой Mini. До этого Алек Иссигонис несколько раз отказывался от предложений Купера, ссылаясь, что он делал автомобиль для скромного обывателя. Пойдя на уступки известному инженеру, на машинах которого только что во второй раз был выигран Кубок конструкторов Формулы-1, руководство корпорации полагало, что он не сумеет реализовать более тысячи единиц усовершенствованной модели. В итоге, за все годы производства было продано 150 тысяч автомобилей Mini Cooper. В 1963 году появилась новая модель Mini Cooper S с ещё более мощным двигателем. В 1964 году экипаж на Mini Cooper победил в одной из самых престижных раллийных гонок на планете — Ралли Монте-Карло. Экипаж Пэдди Хопкирка и Генри Лиддона чествовали как героев, а автомобиль, на котором удалось бросить вызов соперникам на более крупных и мощных автомобилях, навсегда вошёл в историю автоспорта. Победа оказалась не случайной: в следующем году команда с пилотами Тимо Мякиненом и Полом Истером также взошла на высшую ступень пьедестала. А в 1966 году экипажи на Morris Mini Cooper S оккупировали было весь пьедестал почёта (пилоты: Тимо Мякинен, Рауно Аалтонен и Пэдди Хопкирк). Но ещё до награждения их дисквалифицировали, причиной стало использование ими в фарах своих машин кварцевых йодных ламп накаливания, вместо стандартных для этой модели, что не допускалось техническим регламентом гонки. При этом на первое место с изначального пятого, переместился экипаж Паули Тойвонена, чей Citroën DS 21 оснащался точно такими же кварцевым йодными лампами накаливания, но они входили в серийную дополнительную комплектацию его машины, поэтому их применение считалось законным. Через год — в 1967 году — Mini Cooper S под управлением Рауно Аалтонена вновь оказался победителем, а в 1968 Аалтонен занял на модели третье место в гонке, и это было последнее успешное выступление в ралли Монте-Карло для Mini Cooper S.

### Развитие успеха

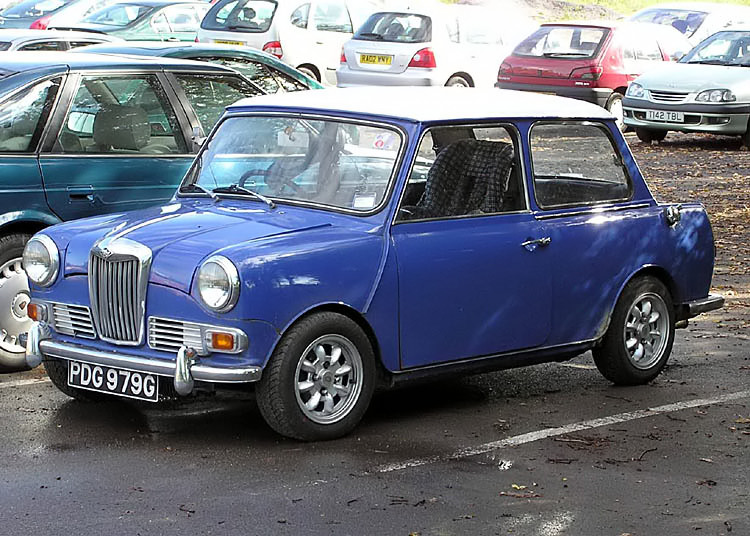
Riley Elf 1968 года

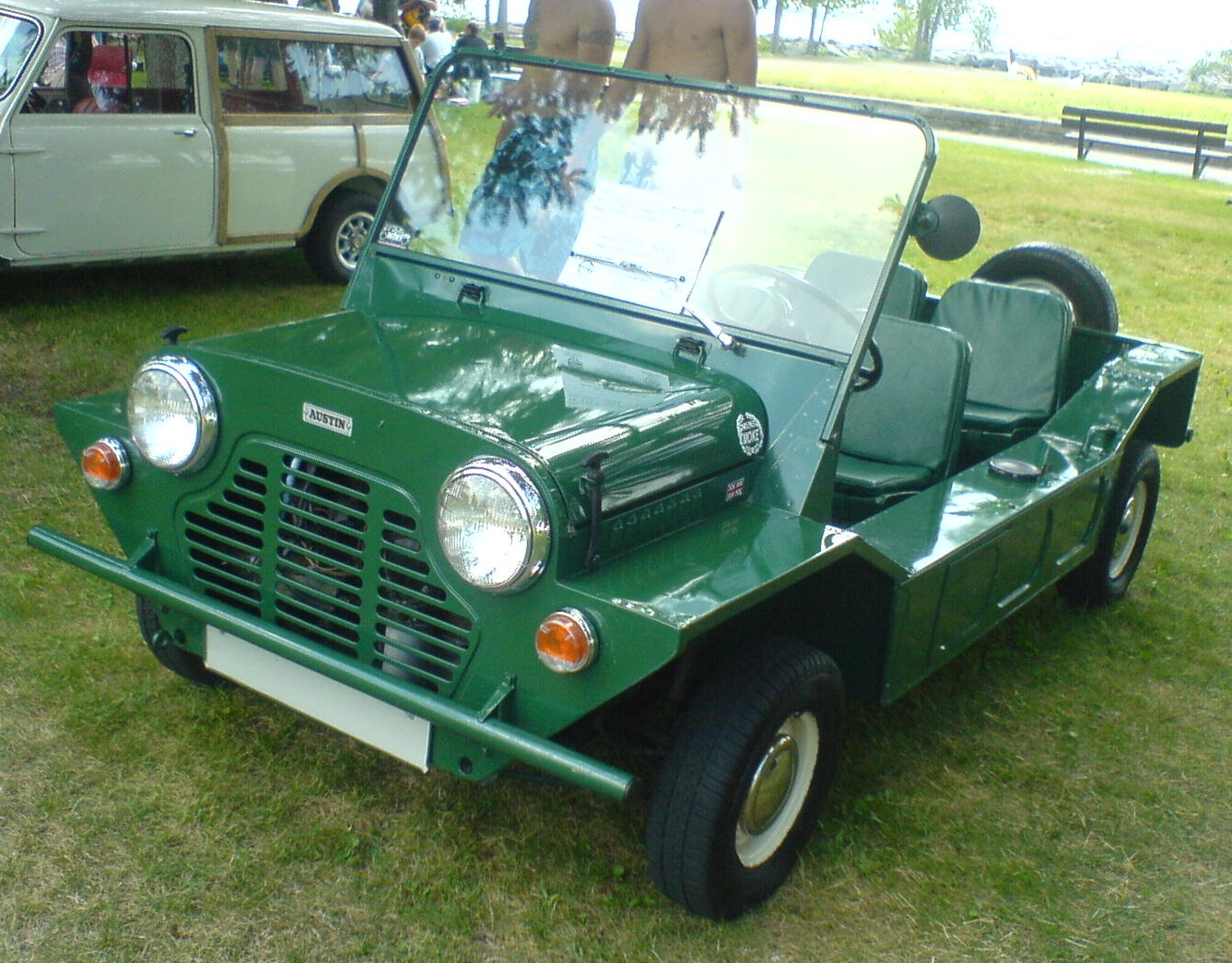
Mini Moke 1967 года

12 октября 1961 года объявлено о выпуске ещё двух модификаций Mini — Riley Elf и Wolseley Hornet. По утверждению автомобильного журналиста Леонардо Сетрайта «они были спроектированы для тех снобов, которые считали идею маленького автомобиля занимательной, но марки Austin и Morris неприемлемыми и слишком простыми». Кроме того, подразделения BMC Riley Motor и Wolseley Motors хотели получить свою долю успеха Mini. К 1962 году выпускалось уже 3800 автомобилей в неделю. В январе 1963 года на заснеженной площадке около завода в Лонгбридже Алек Иссигонис демонстрировал двухмоторный Mini Moke — внедорожную версию своего детища. Использование в автомобиле повышенной проходимости двух двигателей представлялось интересной идеей (одновременная работа каждого на разных оборотах с независимой передачей на разные оси), но позже оказалось техническим тупиком. В том же году было объявлено о переходе на выпуск новой модели Mini — Mark II, главным изменением в котором стал двигатель объёмом 998 см³. В 1963 году был достигнут пик продаж Mini в Великобритании — 134 346 единиц. 3 февраля 1965 года был произведён миллионный Mini.
В США различные модели Mini продавались с 1961 по 1967 год, но в 1968 году Mini был запрещён к продаже, так как не соответствовал вновь принятым национальным стандартам безопасности.

### Объединения и поглощения

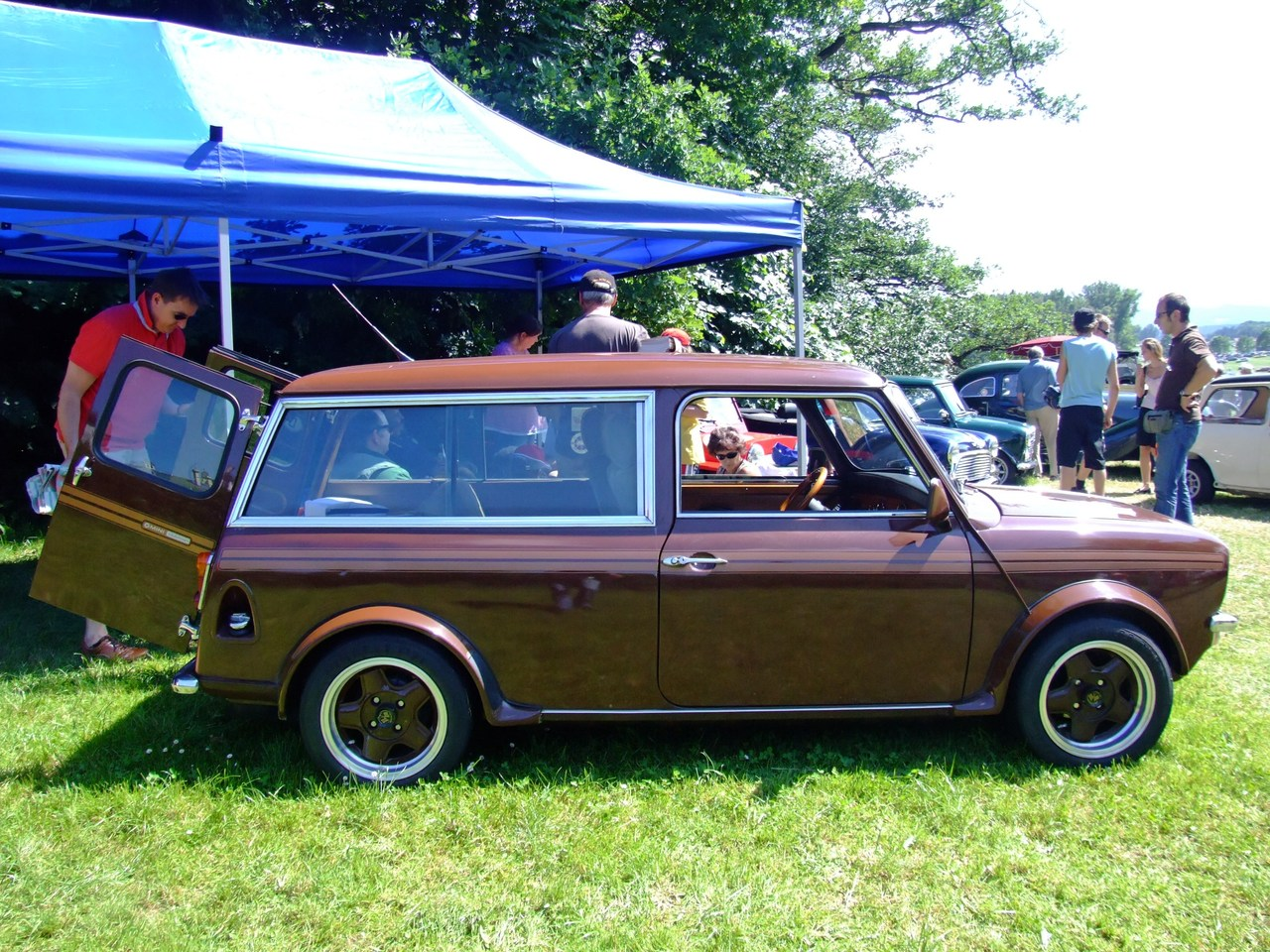
Mini Clubman

В 1966 году British Motor Corporation поглотила Jaguar. Вновь образованный British Motor Holdings (BMH) объявил о необходимости введения жёсткого контроля за расходами, который среди прочего предусматривал сокращение 10 тысяч рабочих мест. Это повлекло волну забастовок, самой серьёзной из которых оказалась забастовка перевозчиков готовых машин. СМИ публиковали фотографии заброшенных аэродромов, переполненных автомобилями, которые не могли быть доставлены к дилерам.
В 1968 году была разработана и выпущена ещё одна модель — Mini Clubman с удлинённым кузовом типа хетчбэк и двигателем объёмом 1100 см³. Однако из-за отвлечения большого количества финансовых ресурсов на реструктуризацию вновь обретённых подразделений, модель не была тщательно доработана и не получила широкой рекламной поддержки. В том же году в результате настоятельного лоббирования правительства Великобритании произошло создание автомобилестроительного гиганта British Leyland, куда вошёл и BMH. Выпуск Mini Moke был прекращён, так как модель совершенно не соответствовала климату страны. Открылось совместное производство Mini на заводе Authi в Испании: рынок этой страны оценивался как самый быстрорастущий в западной Европе.
19 июня 1969 года двухмиллионный Мини сошёл с конвейера. В августе было прекращено производство Riley Elf и Wolseley Hornet, общий объём которых не превысил 60 тысяч единиц. В том же году на экраны мира вышел фильм «Ограбление по-итальянски» (англ. The Italian Job). Героями этой картины были не только Майкл Кейн и Ноэл Кауард, но и автомобили Mini Cooper, с помощью которых удалось создать самую большую дорожную пробку в истории кинематографа. Фильм не был продакт-плейсментом автомобилей Mini — все машины были приобретены у производителя с полной оплатой их рыночной стоимости. Несмотря на то что Fiat не только предлагал любое количество малолитражек безвозмездно, но и премию в сумме 50 тысяч долларов США, создатели картины заявили, что снимать будут только Mini, как символ обновлённой Британии — «весёлой и уверенной в себе».
В октябре 1969 года началось производство Mini Mark III. Кроме того, руководители холдинга, понимая, что разнообразием названий они конкурируют внутри класса сами с собой, упразднили названия Austin Seven и Morris Mini Minor. Теперь все автомобили, вне зависимости на каком заводе они были выпущены, назывались просто Mini.
В 1986 году с конвейера сошёл пятимиллионный Mini. В том же году British Leyland была переименована в Rover Group. Эта государственная компания в 1994 году была продана со всеми сопутствующими правами концерну BMW.

### В составе концерна BMW

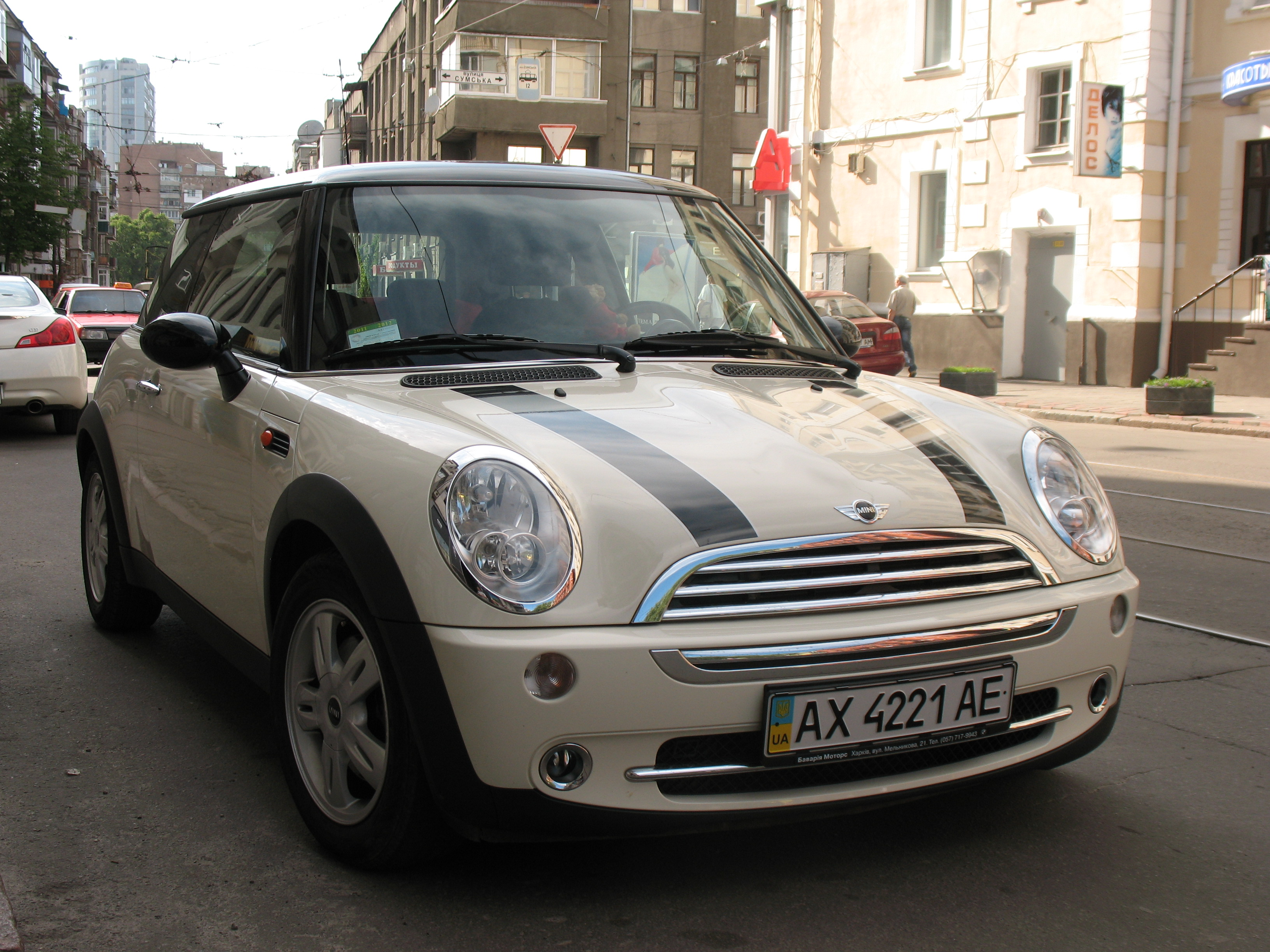
Mini Cooper R50

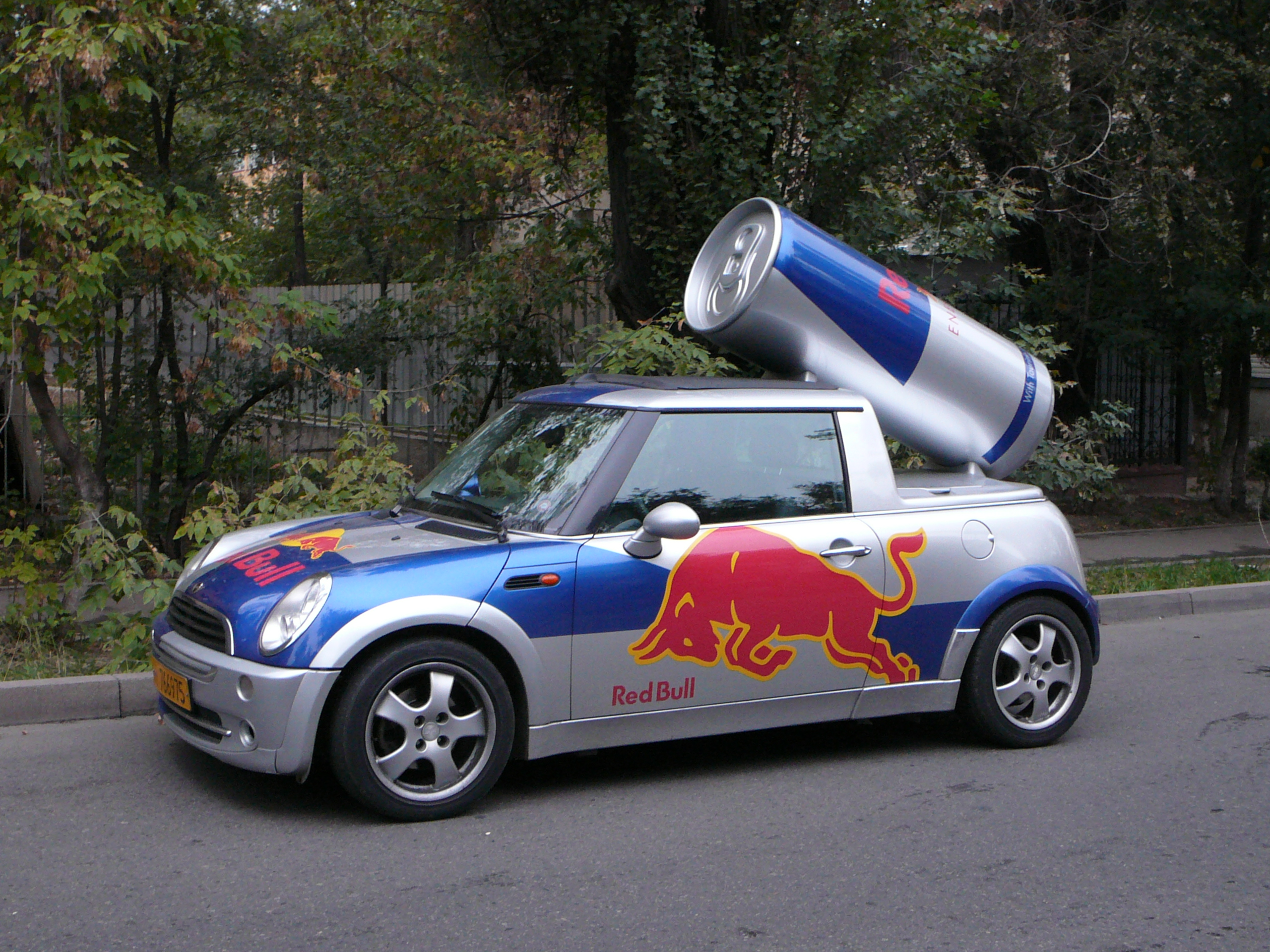
Рекламный Mini Cooper-пикап

В 2000 году из-за регулярных убытков BMW продал подразделение Land Rover американской компании Ford, а производственные площади Mini перевёл в отдельное, вновь образованное дочернее общество. Выпуском четырёх специальных модификаций закончилось производство старой модели Mini.
В следующем году руководством BMW старый автозавод в Оксфорде был обновлён, и начался выпуск новых моделей MINI (пишется заглавными буквами для отличия от классической Mini). В 2003 году на экраны вышел ремейк фильма 1969 года «Ограбление по-итальянски» с Марком Уолбергом, Джейсоном Стейтемом, Шарлиз Терон и Эдвардом Нортоном в главных ролях. Новый MINI играет в фильме немаловажную роль.
В 2010—2011 годах создаётся новая модель ретро автомобиля — Mini Countryman.
В середине 2014 года модельный ряд Mini состоял из 9 основных моделей, не считая спортивные модификации JCW и специальные версии. Однако руководством компании было принято решение с 2015 года сократить модельную линейку до 5 моделей.